# Kammermusik n. 5
La Kammermusik n. 5, op. 36 n. 4 (Concerto per viola e orchestra) è una composizione di Paul Hindemith scritta nel 1927

## Storia della composizione
A proposito del “ritorno a Bach” da parte di Hindemith, osserva Guido Turchi come la mancanza di un distacco e di “un quasi premeditato comportamento mentale e psicologico” di fronte ai grandi modelli musicali del passato abbia fatto sì che il compositore di Hanau si sia mostrato ben poco interessato nei confronti del “gioco ambivalente dell’ironia” e del “congegno critico dell’elemento parodistico”. Con ciò non si vuol dire che ironia e parodia (intesa nel senso classico del termine) siano assenti in opere quali il Quarto Quartetto per archi o il gruppo delle quattro Kammermusiken che compongono l’op. 36, costituenti i rari casi in cui sia dato ravvisare l’influenza del “Gruppo dei Sei” con le loro “plaisanteries” (facezie) musicali, o di Stravinskij con le sue invenzioni del periodo parigino. Quando ciò avviene, succede che, messo da parte per un momento il sommo Bach con la sua grande figura di "Cantor di Lipsia", il vocabolario musicale di Hindemith guadagni in estrosità ciò che perde a scapito di profondità e autenticità di valori ed espressioni. Da ciò ne deriva che la natura decadentistica che, frequentemente, si vuole riscontrare nel neoclassicismo musicale del XX secolo, con la sua nostalgia per un tempo classico della musica, non pare davvero potersi ritrovare nelle opere di Hindemith, in virtù delle sue autentiche qualità tipicamente germaniche e della genuina volontà di tradurre il ricordo di un glorioso passato in una personale totalità d’arte.
La Kammermusik n. 5, op. 36 n. 4  è una di quelle composizioni dove ancora si rinvengono talune oscillazioni di stile, che più avanti avrebbero mostrato una tendenza ad abbreviare le distanze, stabilizzandosi gradualmente su un punto di fusione e integrazione. Terminata nel 1927, fu dedicata al professor Arnold Mendelssohn di cui Hindemith continuò ad avere la massima considerazione anche dopo dieci dalla conclusione dei suoi studi di composizione. La prima esecuzione ebbe luogo il 3 novembre 1927 presso la Krolloper di Berlino, sotto la direzione di Otto Klemperer.

## Struttura della composizione
Rispetto alla precedente Kammermusik n. 4 op. 36 n. 3 per violino e orchestra, la op. 36 n. 4 si discosta più che nella scelta della viola quale strumento solista (che nel XX secolo ben pochi altri eminenti compositori quali Béla Bartók, Darius Milhaud e William Walton avrebbero preso seriamente in considerazione) nel differente organico dell’orchestra che comprende un maggior numero di strumenti a fiato (flauto, oboe, 2 clarinetti, clarinetto basso, 2 fagotti, controfagotto, corno, 2 trombe, 3 tromboni e basso tuba), oltre a 4 violoncelli e 4 contrabbassi. Per il suo equilibrio formale e per la geniale combinazione di allegria e serenità, la quinta Kammermusik va annoverata tra i maggiori lavori da concerto composti da Hindemith e preannuncia i lavori più maturi dell’autore scritti tra gli anni Trenta e Quaranta.
Il primo movimento Schnelle Halbe (Veloce alla minima) inizia con un breve ed energico accordo dell’orchestra, al quale segue immediatamente la viola solista con il suo vorticoso e trascinante motivo accompagnato dalle varie sezioni orchestrali in moto ostinato; un altro vigoroso accordo dei fiati porta a una modulazione in senso ascendente da parte del solista che conduce a una parentesi dei fiati, una sorta di vivace e allegra fanfara vagamente marziale. Ritorna la viola in primo piano ma con un tono meno brioso e vivace; sembra l’inizio di un momento di sereno raccoglimento, ma dopo un crescendo dell’orchestra riappare il motivo introduttivo della viola, che però conduce a un diverso ambiente sonoro contrassegnato da una sorta di bonaria ironia, con la viola che continua a procedere a ritmo spedito ma meno intenso e un po’ più amabile, sempre con il sottofondo dell’orchestra. Ma si tratta anche qui di una breve pausa, che riporta alla fanfara che vede la tromba in primo piano. La viola riprende a condurre il filo del discorso, interrotta per due volte dal ritorno dell’accordo stentoreo dei fiati, poi segue una fase in cui si alternano momenti di relativa quiete ad altri di maggior intensità sonora, sempre con i fiati che intervengono per ravvivare la conversazione con il solista. Riappare ancora il motivo iniziale della viola, al quale segue il riepilogo di quanto udito in precedenza, finché, dopo quattro energici accordi dei fiati, la musica cala d’intensità e, dopo l’ultima apparizione del solista, tocca ai fiati portare il movimento alla conclusione con vigorosa e secca energia.  
Nel secondo movimento indicato Langsam (Lento), l’instancabile energia motoria del precedente Moderatamente veloce cede il passo a un’atmosfera di severa e calma meditazione, con l’oboe che precede l’entrata del solista con il suo motivo dal tono elegiaco. È un lungo momento di grave e austero raccoglimento, che sembra quasi voler anticipare il clima di dolente e sofferta meditazione dell’Adagio religioso del Concerto per viola e orchestra di Béla Bartók, con il quale condivide lo sviluppo nel segno di una ricerca di serena unità, in luogo delle marcate contrapposizioni caratterizzanti il primo movimento. Per un momento, sembra che l’ambiente severo e cupo stia per ravvivarsi, quando improvvisamente l’orchestra tace e lascia la viola da sola, ma tosto riprende un tono energico alternandosi più volte con il solista, fino al ritorno dell’atmosfera di grave e raccolta meditazione, che conduce alla conclusione in cui l’ultima parola spetta ai fiati.     
Il terzo movimento Mäßig schnell (Moderatamente veloce) è un abile scherzo polifonico, nel quale Hindemith riesce a conferire alla musica una piena leggerezza ed eleganza di suono malgrado la complessità della struttura contrappuntistica. È la viola a dare l’inizio, con l’accompagnamento dapprima dei legni, seguiti poco per volta dalle altre sezioni orchestrali che danno inizio a un dialogo con il solista pieno di bonaria gaiezza e di fine umorismo, come una parentesi gaia dopo la severa, talora persino dolente, solennità del precedente movimento. Nel finale ricompare il motivo iniziale, con la musica che poco per volta rallenta, fino alla placida conclusione. 
Il quarto e ultimo movimento, Variante eines Militärmarsches (Variante di una marcia militare), dall’andamento complessivamente burrascoso, consiste in una serie di variazioni concepite con grande abilità musicale, basate su una marcia militare bavarese, la Bayerischer Avanciermarsch (Bavarese, avanti march). Sono i fiati, che suonano come un’allegra fanfara, a dare l’avvio, ai quali segue tosto la viola solista eseguendo con spirito e molta grazia il motivo di marcia. Nella sezione mediana Hindemith concede maggior spazio al solista, di tanto in tanto con il sostegno degli ottoni, strumenti scelti non a caso per rielaborare una musica prettamente marziale nel ritmo e militaresca nello spirito. Poi, riprende la fanfara, con un alternarsi di momenti di vivacità e altri di altezzosa serietà, che conducono alle ultime battute seguite dalla tranquilla chiusura.    

## Discografia parziale
- Wolfram Christ; Berliner Philharmoniker, Claudio Abbado (EMI)
- Brett Dean; Queensland Symphony Orchestra, Werner Andreas Albert (CPO)
- Kim Kashkashian; Royal Concertgebouw Orchestra, Riccardo Chailly (Decca)
- Ulrich Koch; Ensemble 13 Baden-Baden, Manfred Reichert (Deutsche Harmonia Mundi)